# 德烏里諾條約

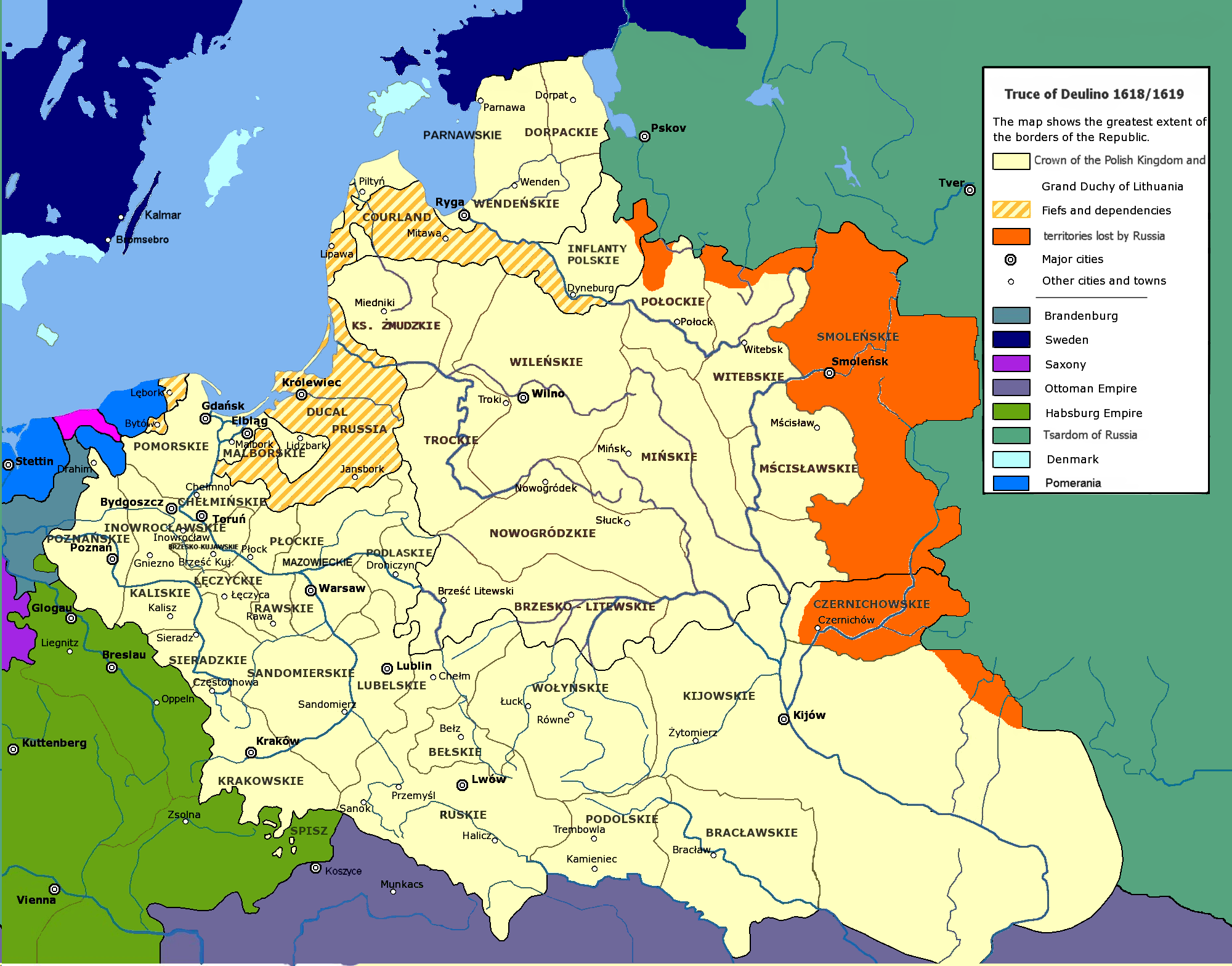
標識為橙色的領土即在當時被波蘭立陶宛聯邦所取得。這些領土中大部分包括斯摩棱斯克，在和波兰王国聯合之前，都曾屬於立陶宛大公国。這些地方到17世紀下半葉時，將被俄罗斯沙皇国根據安德魯索沃條約的條款而再佔領。

德烏里諾休战（也称为和息或德烏里諾條約）是標誌結束了波兰-立陶宛联邦和俄罗斯沙皇国間的波兰－莫斯科战争 。該條約是在1618年12月11日簽署，再於1619年1月4日開始生效。
這份條約標誌了聯邦史上最大的版圖擴張（99萬平方公里），這個狀態持續至1629年聯邦承認失去立窩尼亞為止。聯邦當時獲得了對斯摩棱斯克和切爾尼戈夫的控制權:595。 條約被設定於14年半內做期限。雙方還依據該條約交換過俘虜，包括時為大牧首的羅曼諾夫。
聯邦君主西吉斯蒙德三世瓦萨的子孫瓦迪斯瓦夫四世，後拒絕了放棄掉他對莫斯科王位的聲索:605。因此在1632年，當德烏里諾休戰期滿且西吉斯蒙德三世離世之時:595，敵對狀態立即在被稱為斯摩棱斯克战争的衝突過程中恢復，這個情況直到1634年波利亞諾夫卡條約結束。